# 동물주의
동물주의(動物主義, 영어: animalism)는 인격 동일성의 문제에 대한 다양한 관점 중 '인간이 곧 동물'이라는 주장을 펼치는 입장을 말한다.
존재론의 철학적 하위 분야에서 동물주의는 인간이 동물이라고 주장하는 개인 정체성 이론이다.

## 윤리학에서의 용어 사용
덜 일반적이지만 아마도 증가하는 동물주의라는 용어의 사용은 모든 또는 대부분의 동물이 도덕적 고려의 가치가 있다는 윤리적 견해를 언급하는 것이다. 반드시 그런 것은 아니지만 지각주의와 비슷할 수 있다.

## 같이 보기
- 동물권